# Greenpoint
Greenpoint – najbardziej wysunięta na północ dzielnica (ang. neighborhood) Brooklynu w Nowym Jorku. Dzielnica graniczy od południowego zachodu z dzielnicą Williamsburg, od południowego wschodu z autostradą Brooklyn-Queens (zwaną BQE) oraz dzielnicą East Williamsburg, od północy z rzeką Newtown Creek oraz przez most Pułaskiego z dzielnicą Long Island City należącą do Queens, a od zachodu z cieśniną – ujściem rzeki (wł. estuarium) East River. W pobliżu znajdują się dwie stacje metra (zielona linia G), Greenpoint Avenue oraz Nassau Avenue.
Greenpoint jest drugim po Chicago największym skupiskiem Polaków mieszkających w Stanach Zjednoczonych. Dzielnica ta nazywana jest „Little Poland” czyli Mała Polska (pochodzenie polskie deklaruje 43% z 39 360 mieszkańców).
W Greenpoint swoje siedziby mają liczne organizacje polonijne, w tym Centrum Polsko-Słowiańskie, założone w 1972 przez ks. Longina Tołczyka. Msze św. w języku polskim oprawiane są tu w rzymskokatolickich kościołach św. Stanisława Kostki  i Świętych Cyryla i Metodego (misjonarze). 

## Galeria zdjęć

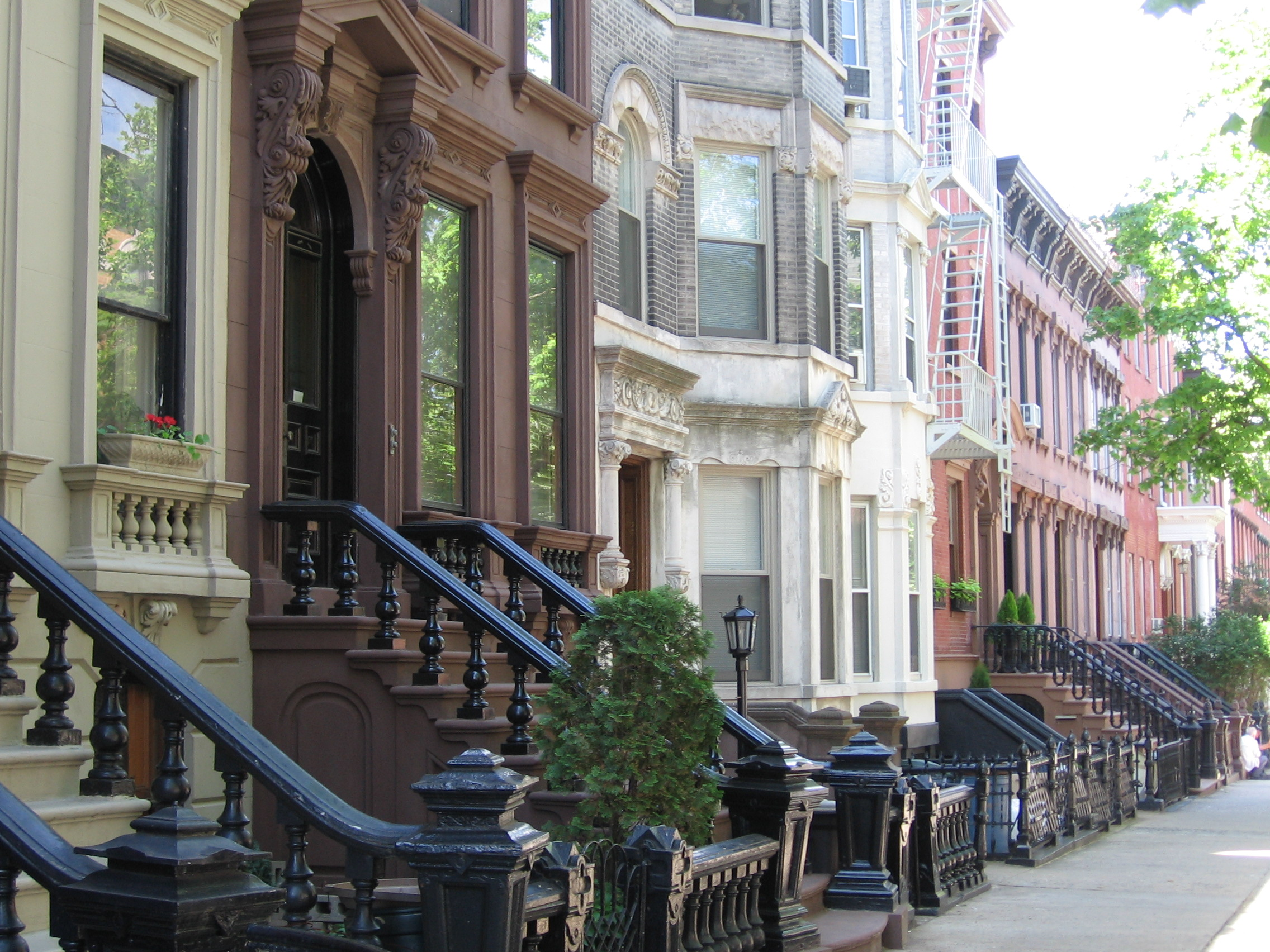
Kent Street, historyczna dzielnica Greenpointu
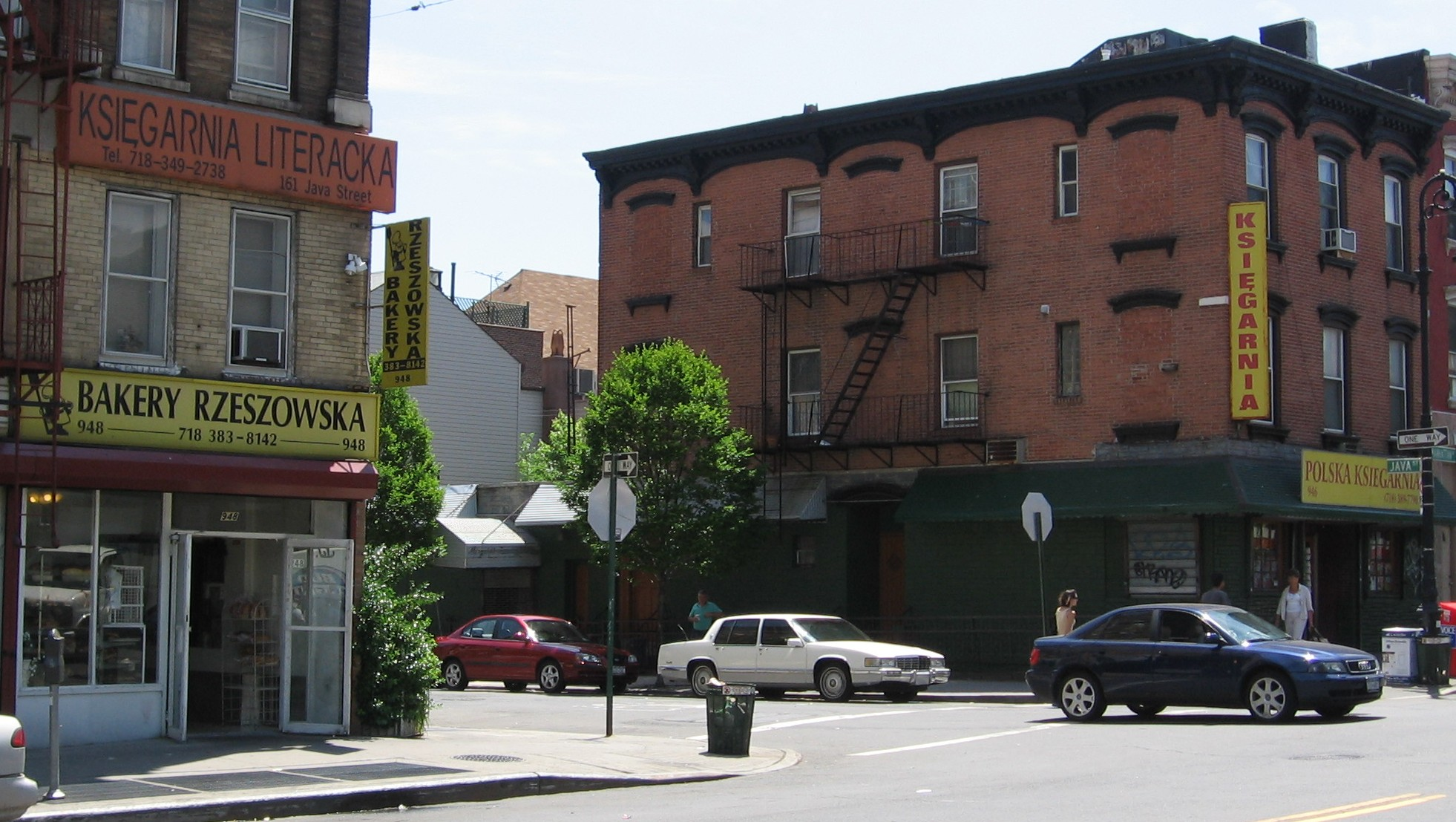
Polskie sklepy w dzielnicy Greenpoint